# Тишев (Житомирская область)
Тишев (укр. Тишів) — село на Украине, основано в 1928 году, находится в Малинском районе Житомирской области.
Код КОАТУУ — 1823488604. Население по переписи 2001 года составляет 213 человек. Почтовый индекс — 11623. Телефонный код — 4133. Занимает площадь 1,684 км².

## Адрес местного совета
11600, Житомирская область, Малинский р-н, с. Шевченково